# قاسم عبد الله
قاسم عبد الله (بالفرنسية: Kassim Abdallah)‏، من مواليد 9 أبريل 1987 في مارسيليا في فرنسا، لاعب كرة قدم يمثل منتخب جزر القمر .
مثّل عدة أندية فرنسية أبرزها نادي مارسيليا من عام 2012 إلى 2014 وتعاقد مع نادي الرائد السعودي عام 2017.

## روابط خارجية
- قاسم عبد الله على موقع رابطة كرة القدم الفرنسية للمحترفين (الإنجليزية)
- قاسم عبد الله على موقع قاعدة بيانات كرة القدم.إي يو (الإنجليزية)
- قاسم عبد الله على موقع ليكيب (الفرنسية)
- قاسم عبد الله على موقع ناشيونال فوتبول تيمز (الإنجليزية)
- قاسم عبد الله على موقع Soccerway.com (الإنجليزية)
- قاسم عبد الله على موقع AS.com (الإسبانية)